# Hanako et autres légendes urbaines
Hanako et autres Légendes Urbaines (花子と寓話のテラー, Hanako to gūwa no terā) est un manga de Sakae Esuno. Il a été prépublié entre juin 2004 et octobre 2005 dans le magazine Monthly Shōnen Ace de l'éditeur Kadokawa Shoten, et quatre tomes sont sortis. La version française est publiée par Sakka depuis le 21 avril 2010.

## Synopsis
Les légendes urbaines… Ces fables hantent notre imaginaire. Mais peu de gens savent qu’à force d’y croire, celles-ci peuvent se matérialiser dans notre monde et s’en prendre aux malheureux superstitieux. Kanaé Hiranuma en fait l’amère expérience lorsqu’elle se retrouve possédée par la fable de l’homme caché sous le lit. Elle apprend qu’une agence de détectives s’est spécialisée dans ce type de cas. Elle demande donc l’aide de Daisuké Asô et de Hanako, une assistante d’un genre particulier…
Le folklore japonais prend vie dans cette série fantastique et il faudra bien plus que du courage à Daisuké pour venir à bout de l’homme à la hache sous le lit, la femme défigurée ou encore les hommes-poissons ! L’auteur de Mirai Nikki vous convie à une plongée glaçante dans nos cauchemars collectifs.